# The Ting Tings
The Ting Tings là một ban nhạc indie-pop đến từ Anh quốc, gồm 2 thành viên Jules De Martino (trống, guitar, hát) and Katie White (hát, guitar, bass). Họ đã phát hành 3 đĩa đơn, trong đó có "That's Not My Name" đã chiếm vị trí sô 1 tại Anh. Album đầu tay We Started Nothing phát hành vào ngày 19 tháng 3 năm 2008, cũng chiếm vị trí đầu bảng tại bảng xếp hạng album của Anh.

## Đĩa đơn
| Năm  | Bài hát                 | Album              |
| ---- | ----------------------- | ------------------ |
| 2007 | "Fruit Machine"         | We Started Nothing |
| 2008 | "Great DJ"              | We Started Nothing |
| 2008 | "That's Not My Name"    | We Started Nothing |
| 2008 | "Shut Up and Let Me Go" | We Started Nothing |
| 2008 | "Be the One"            | We Started Nothing |
| 2009 | "We Walk"               | We Started Nothing |

## Album
- We Started Nothing (2008)
- Sounds from Nowheresville (2012)
- Super Critical (2014)